# Bankston
Bankston é uma cidade localizada no estado americano de Iowa, no Condado de Dubuque.

## Demografia
Segundo o censo americano de 2000, a sua população era de 27 habitantes. 
Em 2006, foi estimada uma população de 26, um decréscimo de 1 (-3.7%).

## Geografia
De acordo com o United States Census Bureau tem uma área de 
0,7 km², dos quais 0,7 km² cobertos por terra e 0,0 km² cobertos por água.

## Localidades na vizinhança
O diagrama seguinte representa as localidades num raio de 12 km ao redor de Bankston. 